# Divocikî, Cerneahiv
Divocikî (în ucraineană Дівочки) este o comună în raionul Cerneahiv, regiunea Jîtomîr, Ucraina, formată numai din satul de reședință.

## Demografie
Componența lingvistică a comunei Divocikî
     Ucraineană (98,79%)
     Rusă (1,21%)
Conform recensământului din 2001, majoritatea populației comunei Divocikî era vorbitoare de ucraineană (98,79%), existând în minoritate și vorbitori de rusă (1,21%).